# Đuôi chó gié
Đuôi chó gié (danh pháp khoa học: Myriophyllum spicatum) là một loài thực vật có hoa trong họ Haloragaceae. Loài này được L. miêu tả khoa học đầu tiên năm 1753.